# Valle del Aragón
El valle del Aragón es un valle del Pirineo aragonés dentro de la comarca de la Jacetania en la parte noroccidental de la provincia de Huesca (España), fronterizo con el Valle de Aspe (Francia). Se puede dividir en tres zonas geográficas históricas: Al sur el Campo de Jaca la zona más amplia y que conecta con la Val Ancha, Bardaruex formado por los términos municipales de Villanúa y Castiello de Jaca, la parte media del valle, y el Valle de Canfranc, la parte norte más angosta y cerrada.
Toma su nombre del río Aragón, que lo recorre de norte a sur y nace casi en la frontera con Francia en los ibones de Truchas y Escalar en Astún, e incluye a los municipios de: 
- Canfranc
- Villanúa
- Castiello de Jaca
- Jaca

Este valle cuenta con tres pasos fronterizos a Francia, el puerto de Somport a 1640 m s. n. m., el túnel de Somport, con su cota a casi 1200 m s. n. m. y más de 8 kilómetros de longitud y el viejo paso ferroviario del canfranero, que inaugurado el 18 de julio de 1928, cerró definitivamente su paso a Francia en 1970.
Forma parte de la via tolosana del Camino de Santiago cuyo máximo exponente es la Catedral de Jaca además de contar con numerosas iglesias y ermitas románicas.
En su cabecera se encuentran las estaciones de esquí de Candanchú y Astún lo que hace que sea el turismo la principal y casi única fuente de ingresos y su máxima altura es el pico Collarada de 2886 m de altura en Villanúa. 
- Wikimedia Commons alberga una categoría multimedia sobre Valle del Aragón.